# Hans Kemmer
Hans Kemmer (parfois prénommé Johann), né vers 1495 et mort en 1561, est un peintre allemand de la renaissance nordique, actif à Lübeck.

## Biographie
Hans Kemmer nait à Lübeck vers 1495. Il est ensuite éduqué par Lucas Cranach l'Ancien à Wittenberg. Vers 1520, il retourne dans sa ville natale, épouse la veuve du peintre Hermann Wickhorst dont il reprend les ateliers. On sait qu'en 1528, il achète une maison sur la Königsstrasse à Lübeck et qu'il a deux fils morts en 1537 et 1540. Il meurt à Lübeck en automne 1561.

## Un artiste redécouvert
Au début de XXe siècle, on savait peu de chose sur les travaux de Kemmer. On savait qu'il signait généralement par les monogrammes HK. On lui attribuait deux panneaux de liège peints en 1523-1524 dans la chapelle de l'église Sainte-Marie,, pièce maitresse dédiée à Saint Olaf, détruite durant la Seconde Guerre mondiale, et la décoration d'un sanctuaire d'autel (1522). On peut citer en outre
- un grand format représentant une foule et le Christ avec la femme adultère (1530);
- un portrait de femme (1534) - ces deux œuvres étant souvent attribuées à Hans Krell (en)[7];
- un couple en adoration devant la Salvador Mundi (1537)[8];
- le portrait d'un homme en pourpoint de velours noir (1534)[8];
- la décoration d'une assiette de mariage (Schweriner museum) dans laquelle on lit l'influence de l'école de Cranach[9];
- un panneau sur chêne représentant un donateur agenouillé devant la figure du Christ dans la Katharinenkirche (1544)[10].

Kemmer est à nouveau étudié par l'historien d'art Cristoph Emmendörfer dans les années 1990 qui lui attribue la création de 16 panneaux, 1 peinture murale, 7 portraits, et 3 dessins ainsi que 18 œuvres diverses. La numérisation des œuvres de Cranach et de ses fils, entreprise dans les années 2000, permet de mieux connaitre le style de Kemmer. Elle montre que les dessins préliminaires de certaines œuvres de l'école de Cranach ont été réalisés par Kemmer et on peut ainsi faire le lien entre certaines œuvres anonymes de l'atelier Cranach et Kemmer.
Influencé par Cranach, Jacob van Utrecht et Hans von Köln, il travaille sur des thèmes religieux de la Réforme mais aussi de la religion catholique, ainsi que sur des œuvres profanes.

Œuvres de Hans Kemmer
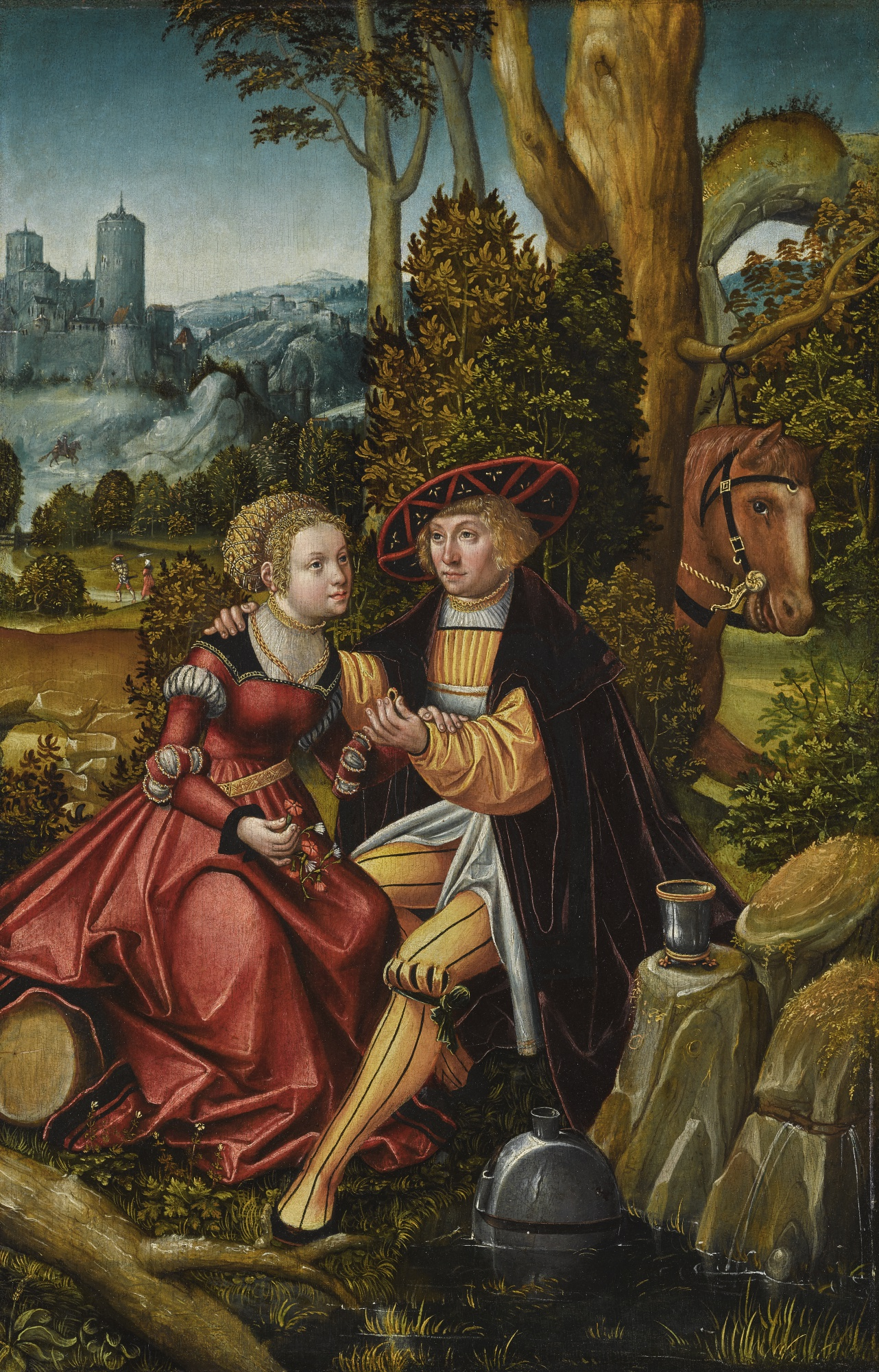
Le cadeau d'amour, 1529.
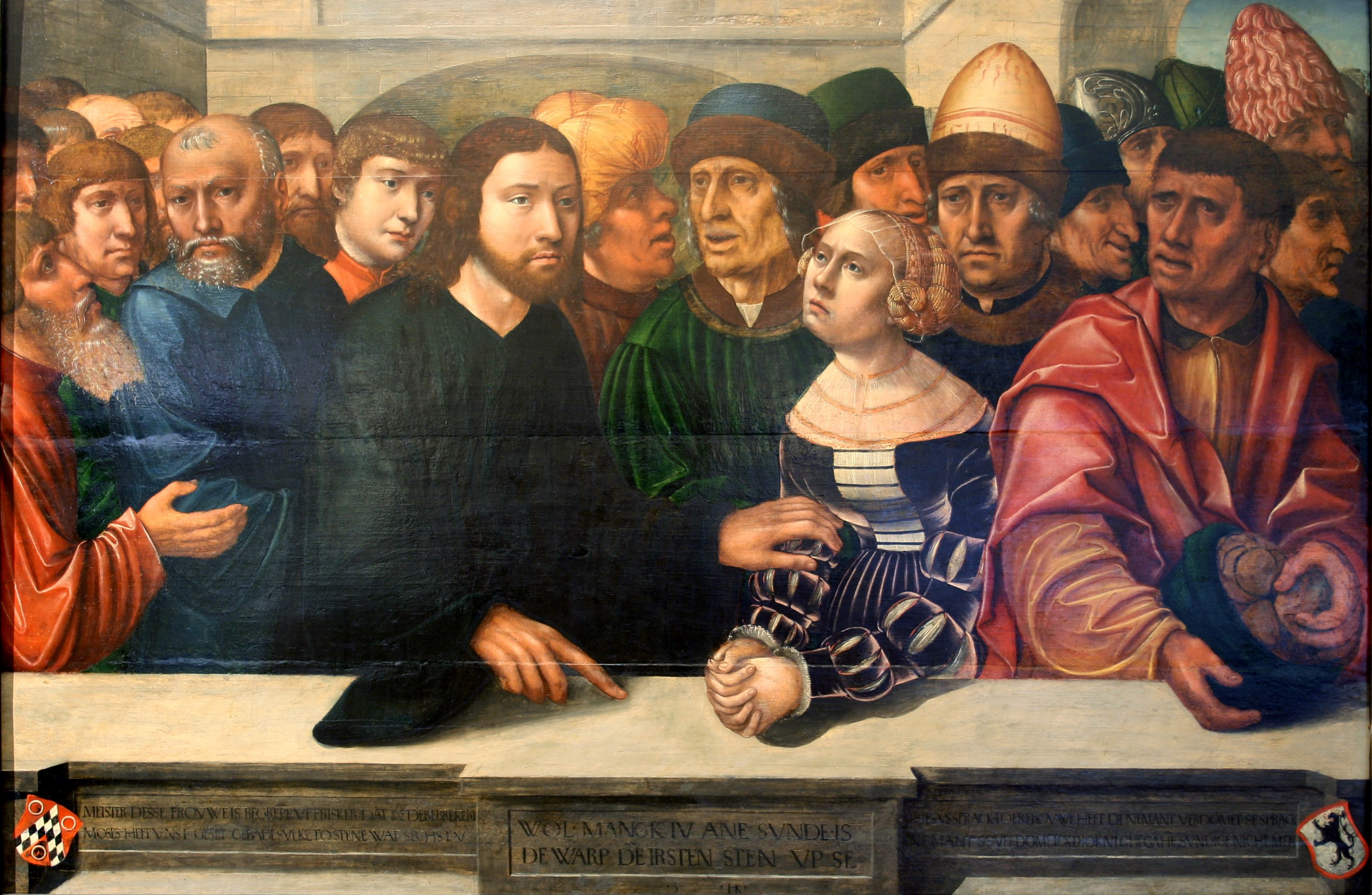
Jésus et la femme adultère, 1530.
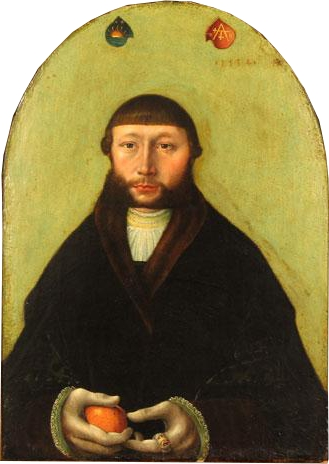
Portrait du marchand Hans Sonnenschein, 1534.

## Expositions
- Exposition «Cranach, Kemmer, Lübeck. Des grands maitres entre Renaissance et Réforme», Museumsquartier Sainte-Anne de Lübeck, Lübeck (2021-2022)